# Барбоза-Феррас
Барбоза-Феррас (порт. Barbosa Ferraz)  —  муниципалитет в Бразилии, входит в штат Парана. Составная часть мезорегиона Западно-центральная часть штата Парана. Входит в экономико-статистический  микрорегион Кампу-Моран. Население составляет 10 947 человек на 2006 год. Занимает площадь 538,621 км². Плотность населения — 20,3 чел./км².
Праздник города — 25 июля.

## История
Город основан в 1961 году.

## Статистика
- Валовой внутренний продукт на 2003 год составляет 70 155 435,00 реалов (данные: Бразильский институт географии и статистики).
- Валовой внутренний продукт на душу населения на 2003 год составляет 5658,61 реалов (данные: Бразильский институт географии и статистики).
- Индекс развития человеческого потенциала на 2000 год составляет 0,700 (данные: Программа развития ООН).

## География
Климат местности: субтропический. В соответствии с классификацией Кёппена, климат относится к категории Cfa.